# Vesser (Suhl)
Der Ort Vesser ist ein Ortsteil von Suhl in Thüringen und liegt im Biosphärenreservat Vessertal-Thüringer Wald.

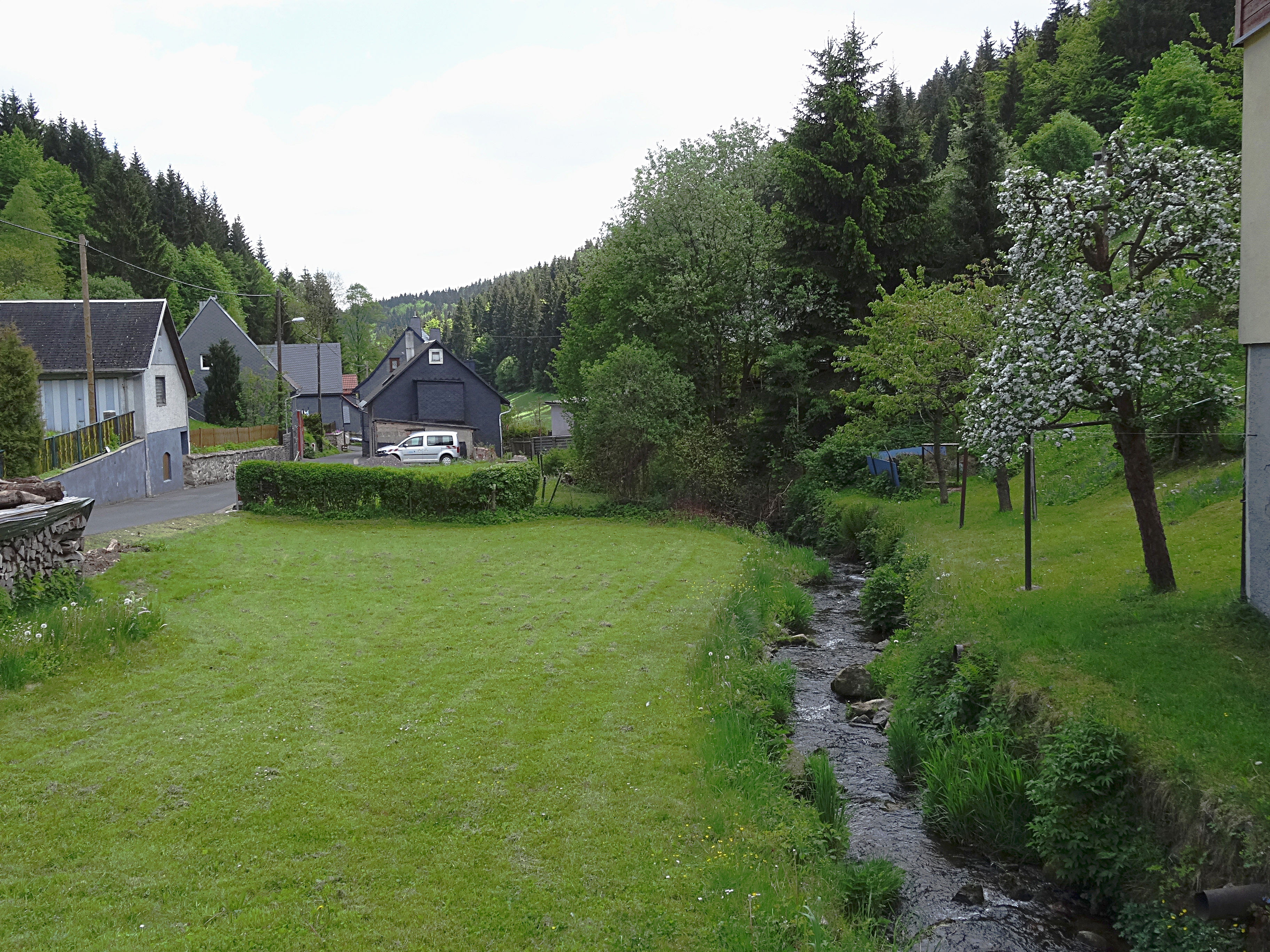
Die Vesser in Vesser

## Lage
Vesser liegt im Tal der Vesser mitten im Thüringer Wald südwestlich von Schmiedefeld und südöstlich der Kernstadt Suhl in einem Landschaftsschutzgebiet.

## Geschichte
Der Ort wurde 900 n. Chr. das erste Mal erwähnt. Schon im Mittelalter wurde von einem Hammerwerk berichtet, das mit der Wasserkraft des Flüsschens Vesser betrieben wurde. In den folgenden Jahrhunderten ist der Bau weiterer Anlagen überliefert:
- Bau einer Mahl- und Ölmühle im Jahr 1690[2]
- Bau einer Schneidemühle im Jahr 1696[3]
- Bau eines Zainhammers im Jahr 1700[4]
- Bau einer Schneidemühle im Jahr 1809[5]

Vesser war in den Jahren 1662 und 1663 von der Hexenverfolgung betroffen. Zwei Frauen gerieten in Hexenprozesse und wurden enthauptet.
Vesser war bis 1758 gemeinsam mit Schmiedefeld nach Frauenwald eingepfarrt. Als sich Schmiedefeld von der Mutterkirche in Frauenwald trennte, entfiel für die Einwohner von Vesser der Weg zur Kirche in das über eine Stunde entfernt gelegene Frauenwald. Ab nun predigte der Pfarrer von Schmiedefeld dreimal jährlich in der Kirche in Vesser und hielt dort auch die Predigt zum Kirchweihfest.
Bis 1815 gehörte der Ort zum hennebergischen bzw. kursächsischen Amt Schleusingen und gelangte dann an den Kreis Schleusingen der neugebildeten preußischen Provinz Sachsen, bei dem er bis 1945 verblieb. Am 1. April 1994 schloss sich Vesser auf mehrheitlichen Wunsch der Bevölkerung der kreisfreien Stadt Suhl an. 1999 konnte der Titel „Staatlich anerkannter Erholungsort“ erfolgreich nach den neuen Kriterien des Landes Thüringen verteidigt werden.

## Wintersport

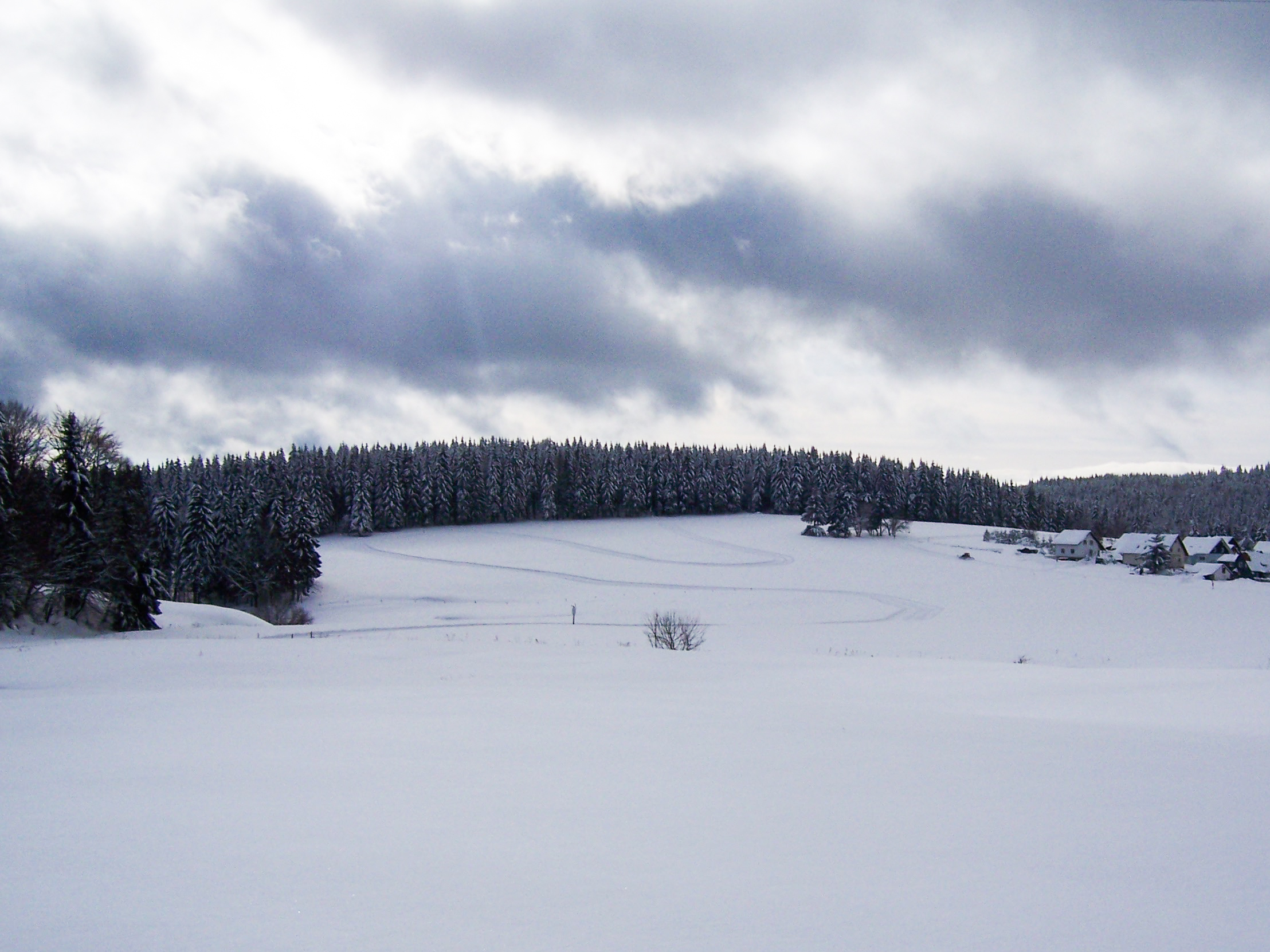
Loipengarten in Vesser

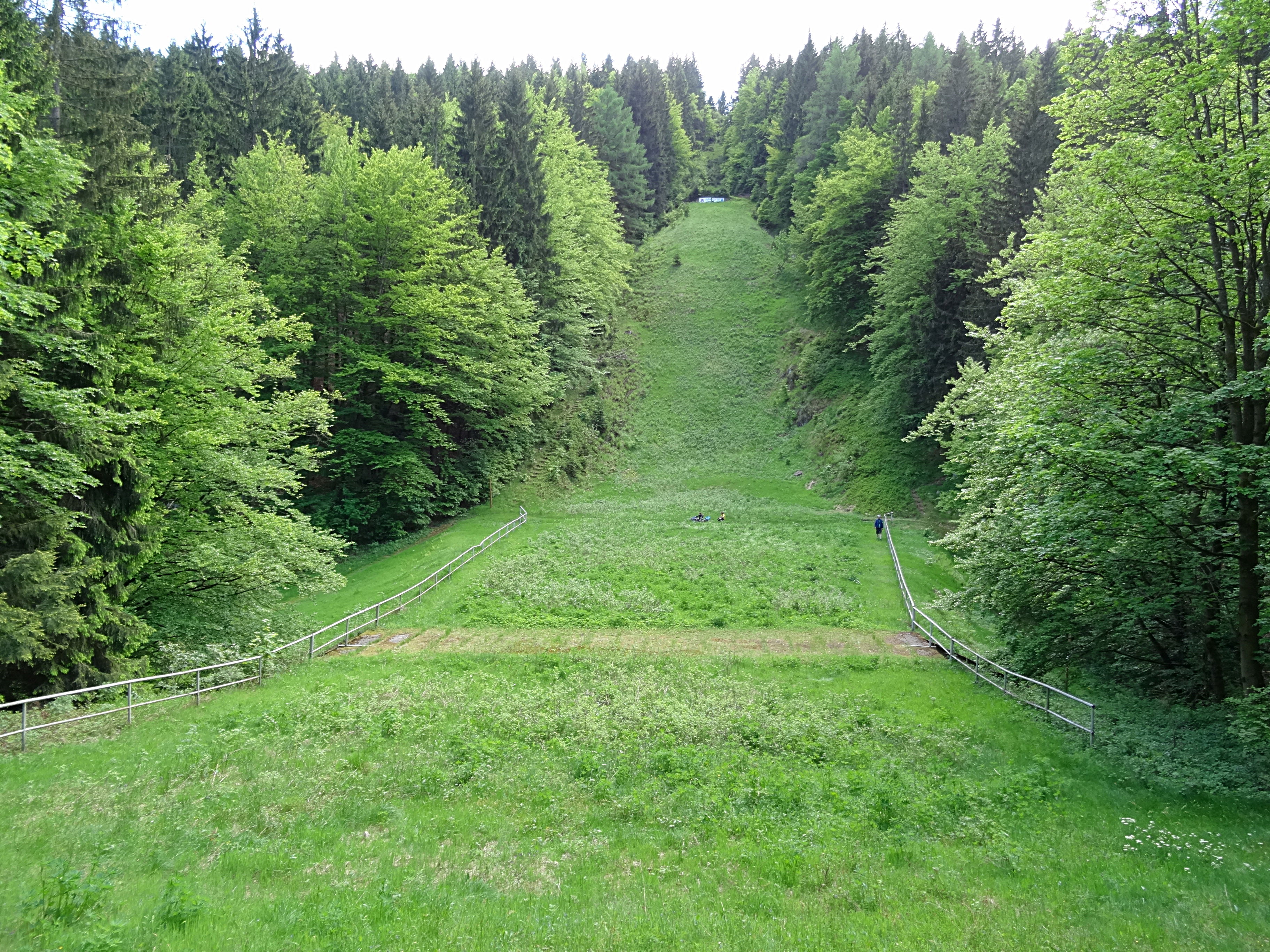
Natur-Sprungschanze

Durch seine reizvolle Lage inmitten von Wäldern und Bergwiesen im Biosphärenreservat Vessertal-Thüringer Wald und seine gute touristische Infrastruktur konnte sich Vesser zu einem beliebten Touristenort entwickeln. Vor allem im Winter wird jährlich ein ca. 3 Kilometer langer Loipengarten für Skilanglauf angelegt und viele Loipen im Skigebiet um den Ort werden präpariert.
Weiterhin gibt es im Ort einen kleinen Skilift sowie einen Rodelhang.
Am Waldrand befindet sich die 1950/51 erbaute Vessertalschanze (früher Walter-Ulbricht-Schanze). Sie ist die größte Natur-Sprungschanze in Deutschland, der Schanzenrekord aus dem Jahr 2002 liegt bei 99 Metern.

## Sehenswürdigkeiten
- Dorfkirche Vesser
- „Schwarzer Crux“, Bergbaumuseum und Schaubergwerk
- Herbert-Roth-Ausstellung im Fremdenverkehrsbüro